# Center for Creative Photography
El Center for Creative Photography, també conegut per les seves sigles CCP, és un centre de  recerca fotogràfica situat en Tucson al campus de la Universitat d'Arizona.

## Col·lecció
Posseeix un patrimoni amb imatges de més de seixanta grans fotògrafs dels Estats Units entre els quals es troben Edward Weston, Paul Strand, Ansel Adams, William Eugene Smith, Aaron Siskind, Edward Steichen,  Harry Callahan, Louise Dahl-Wolfe i Garry Winogrand i més de 80.000 fotografies preses per més de 2.000 fotògrafs.
Segons va publicar a un article John P. Schaefer: 
| « | El Center for Creative Photography és el producte de la visió d'un dels més grans mestres, Ansel Adams,... i la meva convicció com a president de la universitat es que la fotografia és un element clau de l'art i la literatura del nostre temps. Durant la inauguració d'una exposició individual de fotografies d'Ansel a la University of Arizona's Museum of Art, em vaig atrevir a preguntar-li si estaria interessat en col·locar els arxius del seu treball a la Universitat. Ansel, encara que amb sorpresa pel caràcter directe del meu suggeriment, va respondre dient que ell no estava interessat que la seva obra es destaquen com una col·lecció d'aïllats. Tanmateix, si la Universitat estaven disposats a pensar en termes més amplis i inclouen les obres de molts altres fotògrafs, estaria interessat en explorar les possibilitats. Original Sources: Art and Archives at the Center For Creative Photography | » |

## Serveis
El centre va sorgir amb una finalitat didàctica i recerca i es va inaugurar amb les donacions d'Amsel Adams, Harry Callahan, Wynn Bullock, Frederick Sommer i Aaron Siskind, encara que poc després es van incorporar imatges d'Edward Weston convençut per Paul Strand.
Disposa d'una biblioteca amb llibres dedicats a la fotografia i editats entre 1850 i 1880, estant un dels primers centres que van editar de mode digital els seus fons.
A la seva tasca educativa organitza seminaris i cursos de mode paral·lel a les exposicions.
Ofereix unes beques especialment per als estudiants de la Universitat d'Arizona i compte amb una sala amb equip audiovisual complet i una capacitat de 240 places, on es donen diverses conferències com a complement de les classes de l'Escola de Belles Arts.
El seu nou Centre «Laura Volkerding Study Center» està orientat per als investigadors que vulguin estudiar a fons els materials de la col·lecció junt amb els negatius, transparències i correspondència. Els nostres serveis s'amplien en l'exposició i conservació de col·leccions de fotografia amb l'apreciació d'obres d'art per donar el coneixement i l'accessibilitat que la fotografia ofereix sobre la història d'Arizona.